# So Far Away (The Chords)
So Far Away  è un album della mod revival band inglese The Chords pubblicato dalla Polydor nel 1980.

## Il disco
L'album debutta il 24 maggio dopo l'uscita dei primi tre singoli estratti Now It's Gone, Maybe Tomorrow e Something's Missing pubblicati tra il settembre dell'anno precedente ed aprile.
L'album riesce ad inseristi al 30º posto della classifica degli album inglese rimanendovi per tre settimane; successo ottenuto grazie al lancio preventivo dei tre singoli principali, canzoni in pieno stile mod revival, all'apice in quegli anni, dalle tematiche attuali sulla società inglese.
Dopo l'uscita dell'album usciranno ancora i singoli The British Way of Life, In My Street, One More Minute e Turn Away Again.
Il disco viene commercializzato in due versioni: una per l'Inghilterra edita dalla Polydor, con dodici tracce divise equamente per ogni lato, ed una tedesca edita dalla svedese Metronome Records, che alla versione inglese aggiunge quattro tracce Things We Said, il singolo Now It's Gone, I Don't Wanna Know ed Hey Girl,cover degli Small Faces.
Inoltre nel 1999 la Captain Oi! ha pubblicato una riedizione di So Far Away,  23 tracce incise su CD, aggiungendo oltre alle canzoni presenti sulle versioni precedenti, compresi i singoli The British Way of Life, In My Street e le relative b side.

## Tracce

### Lato A
1. Maybe Tomorrow – 3:13 (Chris Pope)
2. Happy Families – 3:56 (Chris Pope)
3. Brakes My Heart (feat. Mick Talbot) – 3:37 (Chris Pope)
4. Tumbling Down – 3:20 (Chris Pope)
5. Hold On, I'm Coming – 2:19 (Isaac Hayes, David Porter)
6. I'm Not Sure – 3:26 (Chris Pope)

### Lato B
1. Something's Missing – 3:24
2. It's No Use – 3:26 (Gene Clark, Roger McGuinn, Chris Pope)
3. What Are We Gonna Do Now? – 2:57 (Billy Hassett)
4. She Said, She Said (cover dei The Beatles) – 2:24 (John Lennon, Paul McCartney)
5. Dreamdolls – 2:32 (Billy Hassett, Chris Pope)
6. So Far Away – 4:07 (Chris Pope)

## Classifiche[4]
|             | Migliore | Periodo     |
| ----------- | -------- | ----------- |
| So far away | 30°      | 3 settimane |

|                         | Migliore | Periodo     |
| ----------------------- | -------- | ----------- |
| Now It's Gone           | 63°      | 2 settimane |
| Maybe Tomorrow          | 40°      | 5 settimane |
| Something's Missing     | 55°      | 3 settimane |
| The British Way of Life | 54°      | 3 settimane |
| In My Street            | 50°      | 4 settimane |

## Formazione
- Billy Hassett - voce - chitarra (fino al 1980)
- Chris Pope - chitarra
- Martin Mason - basso
- Brett Ascott - batteria